# Kamen Rider Series
Kamen Rider Series (仮面ライダーシリーズ Kamen Raidā Shirīzu?,  Masked Rider Series) är det övergripande namnet för en franchise av japansk tokusatsu som generellt sett figurerar en maskerad, motorcykelåkande superhjälte med insektstema, som slåss mot superskurkar kallade kaijin (怪人?). Franchisen började år 1971 med en tv-serie kallad Kamen Rider, som följde gymnasiestudenten Hongō Takeshi i hans sökande efter ett sätt att besegra Shocker. Med åren har franchisens popularitet växt, och originalserien har gett upphov till många uppföljare på såväl TV som i biografer. Seriens kulturella inflytande i Japan resulterade i att Nakamura Akimasa namngav två småplaneter efter den: 12408 Fujioka, efter skådespelaren Fujioka Hiroshi, känd för sin porträttering av Hongō Takeshi/Kamen Rider 1, och 12796 Kamenrider, efter själva serien.

## Historia

### Shōwa-eran
Började med originalserien Kamen Rider (1971), och slutade med Kamen Rider BLACK RX (1989) precis vid övergången till Heisei-eran. Vissa tycker att filmerna gjorda under 90-talet inte räknas som Heisei utan som Showa. Detta är för respekt av seriens skapare Ishinomori Shotaro som dog 1998 innan Kamen Rider Kuuga släpptes.

### Heisei-eran
Under 90-talet producerades bland annat filmerna Shin: Kamen Rider Prologue, Kamen Rider ZO och Kamen Rider J. TV-serien började igen år 2000 med Kamen Rider Kuuga. Heisei eran avslutades år 2019. Kamen Rider Zio är den sista säsongen av Heisei-eran. Detta var då Japans kejsare dog och de startade en ny era.

### Reiwa-eran
Reiwa eran startade med Kamen Rider Zero-One och Kamen Rider Gotchard sänds just nu i Japan.

## Produktioner

### TV-serier
Kamen Rider (仮面ライダー Kamen Raidā?)
Kamen Rider V3 (仮面ライダーＶ３ Kamen Raidā V3?)
Kamen Rider X (仮面ライダーＸ Kamen Raidā X?)
Kamen Rider Amazon (仮面ライダーアマゾン Kamen Raidā Amazon?)
Kamen Rider Stronger (仮面ライダーストロンガー Kamen Raidā Sutorongā?)
Kamen Rider (Skyrider) (仮面ライダー（スカイライダー） Kamen Raidā (Sukairaidā)?)
Kamen Rider Super-1 (仮面ライダースーパー１ Kamen Raidā Sūpā 1?)
Kamen Rider BLACK (仮面ライダーＢＬＡＣＫ Kamen Raidā BLACK?)
Kamen Rider BLACK RX (仮面ライダーＢＬＡＣＫ　ＲＸ Kamen Raidā BLACK RX?)
Kamen Rider Kuuga (仮面ライダークウガ Kamen Raidā Kūga?)
Kamen Rider Agito (仮面ライダーアギト Kamen Raidā Agito?)Officiell engelsk titel: Masked Rider ΑGITΩ.
Kamen Rider Ryuki (仮面ライダー龍騎 Kamen Raidā Ryūki?)Officiell engelsk titel: Masked Rider Ryuki.
Kamen Rider 555 (仮面ライダー555（ファイズ） Kamen Raidā Faizu?)Officiell engelsk titel: Masked Rider Φ's.
Kamen Rider Blade (仮面ライダー剣（ブレイド） Kamen Raidā Bureido?)Officiell engelsk titel: Masked Rider ♠.
Kamen Rider Hibiki (仮面ライダー響鬼（ヒビキ） Kamen Raidā Hibiki?)Officiell engelsk titel: Masked Rider Hibiki.
Kamen Rider Kabuto (仮面ライダーカブト Kamen Raidā Kabuto?)
Kamen Rider Den-O (仮面ライダー電王 Kamen Raidā Den'ō?)Officiell engelsk titel: Masked Rider Den-O.
Kamen Rider Kiva (仮面ライダーキバ Kamen Raidā Kiba?)
Kamen Rider Decade (仮面ライダーディケイド Kamen Raidā Dikeido?)Officiell engelsk titel: Masked Rider DCD.
Kamen Rider W (仮面ライダーW（ダブル） Kamen Raidā W (Daburu)?)Officiell engelsk titel: Kamen Rider Double.
Kamen Rider OOO (仮面ライダーＯＯＯ（オーズ） Kamen Raidā Ōzu?)
Kamen Rider Fourze (仮面ライダーフォーゼ Kamen Raidā Fōze?)
Kamen Rider Wizard (仮面ライダーウィザード Kamen Raidā Wizādo?)

### TV-specialer
Shōwa-era
- 1976: All Together! Seven Kamen Riders
- 1979: Immortal Kamen Rider Special
- 1984: Birth of the 10th! Kamen Riders All Together!!
- 1987: This Is Kamen Rider BLACK
- 1988: Kamen Rider Ichigō through RX: Big Gathering

Heisei-era
- 2000: Kamen Rider Kuuga: New Year's Special
- 2001: Kamen Rider Agito Special: Another New Transformation
- 2002: Kamen Rider Ryuki Special: 13 Riders
- 2004: Kamen Rider Blade: New Generation
- 2006: 35th Masked Rider Anniversary File
- 2009: Kamen Rider G

### Biofilmer
Shōwa-era
- 1971: Go Go Kamen Rider
- 1972: Kamen Rider VS Shocker
- 1972: Kamen Rider VS Hell Ambassador
- 1973: Kamen Rider V3
- 1973: Kamen Rider V3 vs. the Destron Monsters
- 1974: Kamen Rider X
- 1974: Kamen Rider X: Five Riders Vs. King Dark
- 1975: Kamen Rider Amazon
- 1975: Kamen Rider Stronger
- 1980: Kamen Rider: Eight Riders vs. Galaxy King
- 1981: Kamen Rider Super-1
- 1988: Kamen Rider BLACK: Hurry to Onigashima
- 1988: Kamen Rider BLACK: Fear! Evil Monster Mansion
- 1989: Kamen Rider: Stay in the World - 3D-nöjesparksspecial

Heisei-era
- 1993: Kamen Rider ZO
- 1994: Kamen Rider J
- 1994: Kamen Rider World - 3D nöjesparksspecial
- 2001: Kamen Rider Agito: Project G4
- 2002: Kamen Rider Ryuki: Episode Final
- 2003: Kamen Rider 555: Paradise Lost
- 2004: Kamen Rider Blade: Missing Ace
- 2005: Kamen Rider Hibiki & The Seven Fighting Demons
- 2005: Kamen Rider The First
- 2006: Kamen Rider Kabuto: God Speed Love
- 2007: Kamen Rider Den-O: I'm Born!
- 2007: Kamen Rider The Next
- 2008: Kamen Rider Den-O & Kiva: Climax Detectives
- 2008: Kamen Rider Kiva: King of the Castle in the Demon World
- 2008: Farewell, Kamen Rider Den-O: The Final Countdown
- 2009: Super Kamen Rider Den-O & Decade NEO Generations: The Onigashima Battleship
- 2009: Kamen Rider Decade: All Riders VS Dai-Shocker

### V-Cinema-releaser
Heisei-era
- 1992: Shin: Kamen Rider Prologue
- 1993: Kamen Rider SD - only anime adaptation
- 1993: Ultraman vs. Kamen Rider

- 2000: Kamen Rider Kuuga: vs. the Strong Monster Go-Jiino-Da
- 2001: Kamen Rider Agito: Three rider TV-kun Special
- 2002: Kamen Rider Ryuki Hyper Battle: Kamen Rider Ryuki vs. Kamen Rider Agito
- 2003: Kamen Rider 555: The Musical
- 2004: Kamen Rider Blade: Blade vs Blade
- 2005: Kamen Rider Hibiki: Asumu Henshin: You can be an Oni too
- 2006: Kamen Rider Kabuto: Birth! Gatack Hyper Form!
- 2007: Kamen Rider Den-O: Singing, Dancing, Great Time!!
- 2008: Kamen Rider Kiva: You Can Also be Kiva
- 2009: Kamen Rider Decade: Protect! <The World of TV-Kun>

## Adaptioner utanför Japan

### Thailand
1974 producerade Chaiyo Productions i Thailand Hanuman and the Five Riders.

### Taiwan
1975 till 1976 producerade Tungstar Company Limited i Taiwan Super Riders-serier baserade på de japanska versionerna.
- 1975: The Super Rider V3 baserad på Kamen Rider V3
- 1976: The Five Of Super Rider baserad på Kamen Rider X'
- 1976: The Super Riders baserad på Kamen Rider vs. Shocker and Kamen Rider vs. Hell Ambassador

### USA
1995 producerade Saban Entertainment den första amerikanska Masked Rider-serien efter deras framgång med adaptionen av Super Sentai till Power Rangers och Metal Hero-serier (VR Troopers och Beetleborgs). 2009 sänds en ny serie, producerad av bröderna Michael och Steve Wang, vid namn Kamen Rider: Dragon Knight.

### TV Asahi
- Kamen Rider W (Double)
- Kamen Rider Decade
- Kamen Rider Kiva
- Kamen Rider Den-O
- Kamen Rider Kabuto
- Kamen Rider Hibiki
- Kamen Rider Blade
- Kamen Rider 555 (Faiz)
- Kamen Rider Ryuki

### Toei
- Kamen Rider W (Double)
- Kamen Rider Decade
- Kamen Rider Kiva
- Kamen Rider Den-O
- Kamen Rider Kabuto
- Kamen Rider Hibiki
- Kamen Rider Blade
- Kamen Rider 555 (Faiz)
- Kamen Rider Ryuki
- Kamen Rider Agito
- Kamen Rider series on DVD
- Kamen Rider The Next
- Kamen Rider The First

### Övriga
- Ishimori@Style - Shotaro Ishinomori with Ishimori Productions Official Website